# Robin Williamson (réalisateur)
Pour les articles homonymes, voir Robin Williamson.
Robin Williamson est un réalisateur et acteur américain du cinéma muet, né à Denver le 30 juin 1889, et mort à Los Angeles le 21 février 1935.

## Filmographie partielle

### Comme réalisateur
- 1917 : Le Prodige musical (The Musical Marvel) (coréalisé avec Ben Turpin)
- 1922 : Mixed Nuts (coréalisé avec Mel Brown)
- 1923 : Sables chauds (Scorching Sands) (coréalisé avec Hal Roach)